# Кум (Азербайджан)
Кум (азерб. Qum, цахур. Kum) — цахурское селение в Гахском районе Азербайджана.
Село расположено в 6 километрах от города Гах, на склоне Большого Кавказа,в Алазанской долине, на высоте 700 м над уровнем моря. По территории села протекает река Ардява. Горные склоны покрыты густым лесом, где растут мушмула, алыча, кизил, лесная груша, дикие яблоки.

## Население
Основали село цахуры. В Куме 200 домов. Большинство населения - цахурцы; проживают также азербайджанцы.

## Климат
| Показатель                    | Янв. | Фев. | Март | Апр. | Май  | Июнь | Июль | Авг. | Сен. | Окт. | Нояб. | Дек. | Год  |
| ----------------------------- | ---- | ---- | ---- | ---- | ---- | ---- | ---- | ---- | ---- | ---- | ----- | ---- | ---- |
| Средний суточный максимум, °C | 4,2  | 4,9  | 9,5  | 17,2 | 21,1 | 25,4 | 29,0 | 27,7 | 24,2 | 17,4 | 12,2  | 6,9  | 16,6 |
| Средняя температура, °C       | 0,7  | 1,4  | 5,4  | 11,9 | 16,1 | 20,2 | 23,5 | 22,6 | 18,9 | 12,8 | 8,5   | 3,3  | 12,1 |
| Средний суточный минимум, °C  | −2,8 | −2   | 1,3  | 6,6  | 11,1 | 15,0 | 18,1 | 17,5 | 13,7 | 8,2  | 4,8   | −0,3 | 7,6  |
| Норма осадков, мм             | 30   | 46   | 59   | 77   | 97   | 101  | 63   | 60   | 57   | 76   | 50    | 29   | 745  |
| Источник:                     |      |      |      |      |      |      |      |      |      |      |       |      |      |

## Экономика
Жители Кума известны своим вином, изготавливаемым в домашних условиях из выращиваемых на приусадебных участках виноградных сортов Изабелла и Американка.

## Достопримечательности
- Албанская церковь (V—VI вв.)
- Крепость Сырт (VIII в.)